# ポン＝レヴェック (カルヴァドス県)
ポン＝レヴェック （Pont-l'Évêque）は、フランス、ノルマンディー地域圏、カルヴァドス県のコミューン。ノルマンディーで古くから作られているチーズ、ポン＝レヴェックの名称の元となった。

## 地理
ポン＝レヴェックは、レンヌ＝ルーアン間を走るRN175道路のドーヴィルとリジューの中間にあり、道路沿いに広がっている。コミューン紋章にウシが2頭描かれているように、家畜の肥育地帯にコミューンはある。マスやウナギが獲れるイヴィ、トゥーケ、カロンヌの3つの川がコミューン内を流れる。コミューンを出たすぐの場所にある190ヘクタールの湖は、A13道路の盛り土をするため掘られた採取場のあとである。夏にこの湖は水遊びの場所となる。

## 歴史
ポン＝レヴェックとは、『司教の橋』を意味する。キリスト教に関連した地名であったため、フランス革命期にはポン＝シャスリエ（Pont-Chaslier）と呼ばれていた。1790年から1800年までポン＝レヴェック行政区が置かれ、1926年までは郡庁所在地であった。

## ギャラリー

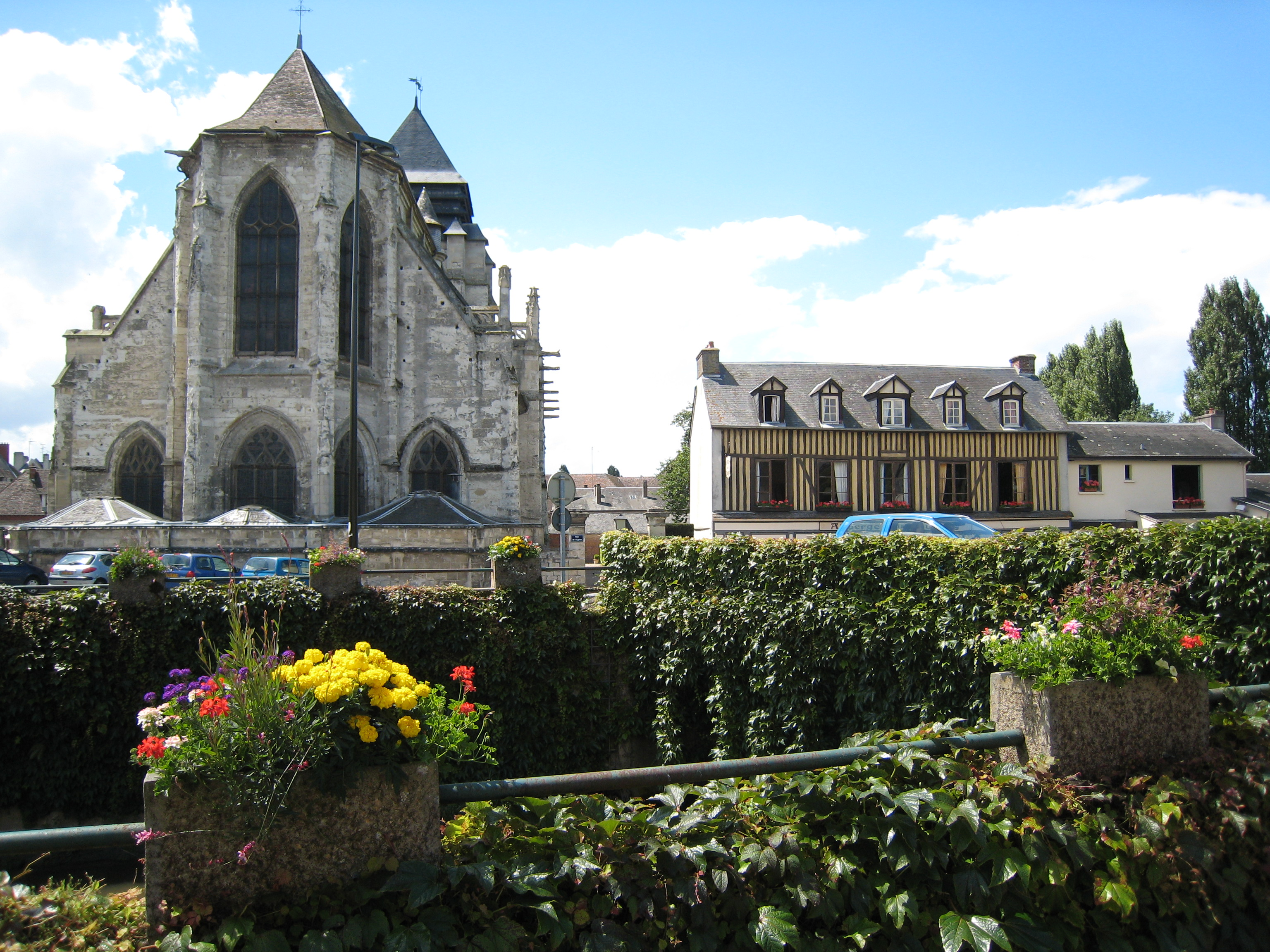
サン＝ミシェル教会
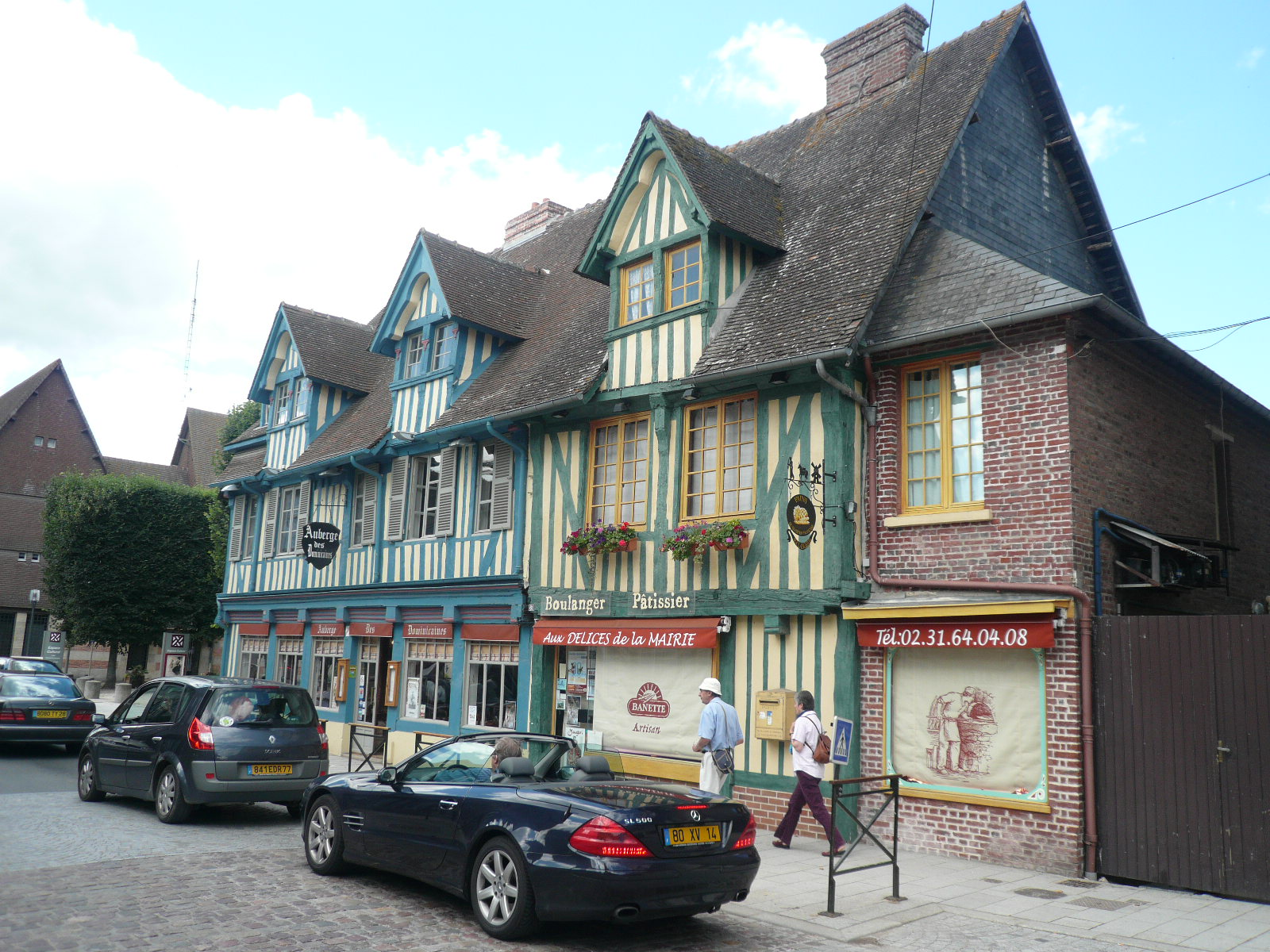
ハーフティンバーの住宅